# Лайтнер, Эрика
Э́рика Ла́йтнер (итал. Erika Leitner) — итальянская саночница, выступавшая в середине 1950-х и в начале 1960-х годов.
Она выигрывала бронзовые медали на одноместных санях на чемпионате Европы в 1955 году в Ханенкле, ФРГ, и на чемпионате мира 1960 года в Гармиш-Партенкирхене, ФРГ.